# Stazione di Taranto Galese
La  stazione di Taranto Galese è una stazione ferroviaria di Taranto. Ha sede nel quartiere Tamburi ed è la seconda stazione ferroviaria più importante della città dopo la stazione di Taranto. Situata sulla Ferrovia Bari-Taranto, è gestita dalle Ferrovie del Sud Est.
Entrò in servizio nel 1931, assieme al tronco Martina Franca-Taranto della linea Bari-Taranto.

## Servizi
La stazione dispone di:
- Biglietteria a sportello e automatica
- Servizi igienici
- Area per l'attesa
- Accessibilità per portatori di handicap
- Parcheggio di scambio
- Fermata autolinee urbane KYMA Mobilità ed extraurbane

## Movimento
La stazione è servita dai treni regionali svolti dalle Ferrovie del Sud Est nella relazione Martina Franca - Taranto della linea 1.